# 海梅·加西亚·阿尼奥维罗斯
海梅·胡利安·加西亚·阿尼奥维罗斯（西班牙語：Jaime Julián García Añoveros，1932年—2000年）是西班牙政治家，民主转型时期的财政大臣。

## 生平
1932年生于特鲁埃尔。在塔法利亚读完高中后进入巴伦西亚大学法学院。1956年在意大利博洛尼亚大学获得法学博士学位。之后在马德里大学法学院担任副教授。1961年转到塞维利亚大学法学院担任教授。民主转型时期的1979年至1982年担任财政大臣。为税收体制改革和现代化发展做出了巨大贡献。此外，他还是普利沙集团董事会成员，《国家报》编辑。
2000年3月15日因癌症在塞维利亚去世。

## 荣誉
- 大十字级卡洛斯三世勋章（1982年）[6]